# Taxi zum Klo
Taxi zum Klo ist ein Spielfilm des Regisseurs Frank Ripploh, gedreht im Jahr 1980. Er schildert das Alltagsleben eines schwulen Lehrers in West-Berlin.

## Handlung
Frank, von Freunden Peggy genannt, ist Lehrer, und Bernd arbeitet im Kino. Bernd liebt das Leben ruhiger und will auch einen Bauernhof, Frank dagegen sucht das Abenteuer, die Sehnsucht und lotet seine Grenzen aus. So leben sie aneinander vorbei, obwohl sie zusammen leben und zusammen schlafen.
Seine Schüler mögen Frank, und die Kollegen beim Kegelabend munkeln über ihn: „Der hat Männerbesuche, der Herr Ripploh.“
Frank ist, meist mit seinem alten Karmann, Tag und Nacht in Berlin unterwegs. Er ist süchtig nach vielen Arten von Männern, Blonden, Mickrigen, Superbullen, Ledertypen, Muskelprotzen, und dem sexuellen Abenteuer mit ihnen. Die Burschen holt er sich aus der Klappe, der Schwulensauna, oder wo er sie erwischt. Selbst den Tankwart holt er sich nach wochenlangem Flirten und treibt es heftig mit ihm. Und aus dem Krankenhaus reißt er mit dem Taxi aus, um sich für eine halbe Stunde auf einer Klappe zu vergnügen.
Sein Freund Bernd ist verzweifelt. Er versucht alles, um Franks Treue zu bekommen. Er bekocht ihn, wäscht für ihn, hat keinen Sex mit ihm, aber bekommt nicht das, wonach er sich sehnt.
Auf dem Berliner Tuntenball, den Bernd als Matrose und Frank im Tüll besucht, kommt es zwischen den beiden dann zur Eskalation. Sie scheinen in Zukunft getrennte Wege gehen zu wollen: Bernd als Schäfer auf dem Land und Frank als Citykobra in der fiebrigen Stadt. Er kommt in Frauenkleidern, als arabische Tänzerin, direkt vom Tuntenball in seine Schule.

## Hintergrund
Frank Ripploh war Hauptschullehrer und während der Dreharbeiten noch Beamter auf Probe. Aus seiner Homosexualität machte er nie ein Geheimnis, so unter anderem 1978 in der Zeitschrift Stern. Er war als Peggy von Schnottgenberg eine Berliner Szenegröße.
Zur Motivation, diesen Film zu drehen, sagte er später in einem Interview: „Allerdings verfolgte ich keine politischen Ziele, sondern verwirklichte rein private Interessen: Meine Karriere als Lehrer war futsch. Und der Film erfüllte ganz simple Rachegelüste, nach dem Motto ‚Euch zahle ich es heim‘.“
Ripploh behauptet, dass es gar kein Schwulenfilm sei:
„Es ist ein trauriger Film, der die Sehnsucht nach einer Beziehung und ihrer Unmöglichkeit zum Ausdruck bringt, bei allem Witz.“
„Ich wollte auf jeden Fall zwei Dead-ends konfrontieren: Eine bürgerliche Sackgasse, wo jemand in Kissen, Kaffee und Kuchen erstickt, und ein Dead-end von pseudofreier schwuler Sexualität, wo Du mit Hilfe von Drogen zwar Grenzen verwischt, aber nicht aufhebst.“

### Explizite Darstellung homosexueller Sexualität
Bemerkenswert ist der ironische, von einem Teil des Publikums auch als Komödie wahrgenommene Streifen vor allem wegen seiner schon damals und bis heute unerreichten Offenheit der Darstellung von schwuler Sexualität. So waren zum Beispiel zahlreiche erigierte Penisse sogar bei sexuellen Handlungen an so genannten Glory Holes in als sog. Klappen genutzten öffentlichen Toiletten zu sehen. Es handelt sich übrigens um den einzigen in Deutschland, Österreich und der Deutschschweiz für ein Publikum ab 16 Jahren freigegebenen nicht-pornographischen Film mit einer Szene, in der nicht nur Fellatio zu sehen ist, sondern auch die Ejakulation in den Mund des Partners mit anschließendem Samenschlucken in einer lang anhaltenden detailgetreuen Großaufnahme. Bei dieser Szene (00:42) ist Regisseur und Hauptdarsteller Ripploh beim eigenen Orgasmus zu sehen. An anderer Stelle (01:15:34) sieht man den Hauptdarsteller beim Praktizieren einer Golden Shower, ähnlich nur noch zu sehen in dem themenverwandten Streifen Wilde Nächte (Les nuits Fauves) (1992) von Cyril Collard, der in Frankreich ab 12 Jahren, in Deutschland erst ab 18 Jahren freigegeben ist, in dem der Hauptdarsteller und Regisseur sich auch selbst spielt.
In Österreich wurde der Film im Zuge der Vorbereitungen für das erste schwule Filmfestival Wiens (1982) am 17. Mai 1981 wegen gleichgeschlechtlicher Pornographie beschlagnahmt.

### Altersfreigaben in anderen Ländern
- Finnland: K-18
- Frankreich: -16
- Vereinigtes Königreich: 18 (cut, 1994)
- Vereinigtes Königreich: 18 (uncut, video re-rating 2005)

### Rezeption
Der mit nur 100.000 DM und ohne jede Fördermittel gedrehte Film war ein Publikumserfolg bei den Hofer Filmtagen 1980 und erhielt 1981 beim Festival in Saarbrücken den Max-Ophüls-Preis. Der Film wurde verschiedentlich als Kult bezeichnet.
In Freiburg war das Apollo-Kino über Wochen hinweg ausverkauft und in New York haben über 200.000 Menschen diesen Film als Taxi to the Toilet gesehen, was über 1 Million Dollar einspielte.
Im Jahr 2010 und zum 40-jährigen Jubiläum 2020 kam der Film jeweils erneut ins Kino.

### Nachfolger
Mit Taxi nach Kairo drehte Ripploh 1987 einen Nachfolger, der bei Kritik und Publikum weniger erfolgreich war.

### Director’s Cut
Vor seinem Tod konnte Ripploh noch einen Director’s Cut fertigstellen, der 2002 auf DVD veröffentlicht wurde. Diese ist remastered, 16:9 anamorphic widescreen und noch immer mono. Als Zugabe gibt es neben allen Standards ein 23-minütiges Interview mit dem Regisseur zu Taxi nach Kairo.

## Kritiken
- Frankfurter Allgemeine Zeitung, Frankfurt am Main: „Als herausragendes Ereignis zu bewerten. Ungeheuer freizügig.“
- Time Magazine: „Witzig charmant, konsequent, unsentimental.“
- Lexikon des internationalen Films (CD-ROM-Ausgabe, Systhema, München 1997): „Eine mit geringen Mitteln produzierte, frisch und unverkrampft, aber auch höchst drastisch erzählte autobiografische Komödie, die das Homosexuellen-Milieu weder zur Idylle verklären noch sich dem bürgerlichen Geschmack anpassen will, dabei jedoch allzu selbstgefällig in die Nähe pornografischer Deutlichkeit gerät.“
- Süddeutsche Zeitung, München: „Eine Komödie voller Selbstironie und raschem Witz. Dergleichen gab es noch nicht.“
- gay.ch: „Es ist teilweise etwas schwer, der Geschichte zu folgen und den Zusammenhang zu verstehen, doch am Schluss weiß man, worauf der Film es eigentlich abgesehen hatte und was die Pointe der Geschichte bewirken soll. Wer alte Gay-Movies mag, ist mit dieser DVD sicher gut bedient.“

## Auszeichnungen
- 1981: Max-Ophüls-Preis auf dem Festival Saarbrücken
- 1982: Boston Society of Film Critics Award als Bester fremdsprachiger Film (zusammen mit Ausgerechnet ihr Stiefvater aus dem Jahr 1981)